# Alphabetische Liste der Asteroiden/Q
| Alphabetische Liste der Asteroiden – Q |                          |
| Nummer und Name                        | Gruppe / Typ             |
| (199947) Qaidam                        | Hauptgürtel              |
| (189347) Qian                          | Hauptgürtel              |
| (24956) Qiannan                        | Hauptgürtel              |
| (25240) Qiansanqiang                   | Hauptgürtel              |
| (283279) Qianweichang                  | Hauptgürtel              |
| (3763) Qianxuesen                      | Hauptgürtel              |
| (24191) Qiaochuyuan                    | Hauptgürtel              |
| (20278) Qileihang                      | Hauptgürtel              |
| (2255) Qinghai                         | Hauptgürtel              |
| (25042) Qiujun                         | Hauptgürtel              |
| (17603) Qoyllurwasi                    | Hauptgürtel              |
| (1297) Quadea                          | Hauptgürtel              |
| (10200) Quadri                         | Hauptgürtel              |
| (3876) Quaide                          | Hauptgürtel              |
| (5865) Qualytemocrina                  | Hauptgürtel              |
| (260366) Quanah                        | Hauptgürtel              |
| (9911) Quantz                          | Hauptgürtel              |
| (3335) Quanzhou                        | Hauptgürtel              |
| (50000) Quaoar                         | Transneptunisches Objekt |
| (32807) Quarenghi                      | Hauptgürtel              |
| (17438) Quasimodo                      | Hauptgürtel              |
| (35165) Québec                         | Hauptgürtel              |
| (5457) Queen’s                         | Hauptgürtel              |
| (177415) Queloz                        | Hauptgürtel              |
| (8643) Quercus                         | Hauptgürtel              |
| (78652) Quero                          | Hauptgürtel              |
| (8755) Querquedula                     | Hauptgürtel              |
| (9588) Quesnay                         | Hauptgürtel              |
| (1239) Queteleta                       | Hauptgürtel              |
| (1915) Quetzálcoatl                    | Amor-Typ                 |
| (128633) Queyras                       | Hauptgürtel              |
| (18699) Quigley                        | Hauptgürtel              |
| (4372) Quincy                          | Hauptgürtel              |
| (23890) Quindou                        | Hauptgürtel              |
| (13192) Quine                          | Hauptgürtel              |
| (27178) Quino                          | Hauptgürtel              |
| (369423) Quintegr’al                   | Hauptgürtel              |
| (9569) Quintenmatsijs                  | Hauptgürtel              |
| (26940) Quintero                       | Hauptgürtel              |
| (755) Quintilla                        | Hauptgürtel              |
| (18376) Quirk                          | Hauptgürtel              |
| (58098) Quirrenbach                    | Hauptgürtel              |
| (10793) Quito                          | Hauptgürtel              |
| (52301) Qumran                         | Hauptgürtel              |
| (28275) Quoc-Bao                       | Hauptgürtel              |
| (3513) Quqinyue                        | Hauptgürtel              |
| (6600) Qwerty                          | Hauptgürtel              |